# Branson Air Express
Flybird Travel, LLC, cuya nombre comercial es Branson Air Express, es una marca de marketing de viajes aéreos, con sede en el aeropuerto de Branson cerca de Branson (Misuri). Comenzó a operar en el otoño de 2009. Desde esa fecha hasta el 31 de octubre de 2010, los vuelos fueron operados por ExpressJet Airlines, utilizando 2 jet regionales Embraer ERJ 145. Comenzando el 1 de noviembre todos los vuelos comenzaron a ser operados por Vision Airlines usando 2 Turboprops Dornier 328. Para 2011, el servicio reducido fue operado por un solo BAe Jetstream 41 de Corporate Flight Management.
Al igual que Southern Skyways o Direct Air, Branson Air Express utiliza los servicios de aerolíneas de las líneas aéreas certificadas por DOT y FAA, pero no tiene ninguna aeronave con su propio certificado de operación de transportista aéreo. Todo el servicio 2012 terminó para el otoño y el invierno y no se reanudó hasta 2013. Con la salida de Southwest Airlines de Branson, el concepto fue revivido con un nuevo nombre, Buzz Airways en 2014.
En noviembre de 2014, el servicio bajo el nombre de Branson Air Express fue revivido y el servicio pasó a aviones jet más grandes de Elite Airways Bombardier CRJ-200. Branson Air Express y Buzz Airways operaron lado a lado durante el verano de 2015, con CFM/Buzz Airways sirviendo a Chicago y Austin y Elite Airways operando el servicio de Branson Air Express a Denver y Houston. Además, el 28 de enero de 2015, Branson AirExpress anunció el servicio operado por Orange Air para comenzar en mayo de 2015 de Branson a Nueva Orleans y Cincinnati. Los vuelos de Nueva Orleans continuaron hacia Cancún. Éste era el primer servicio grande del jet de Branson Air Express, utilizando un McDonnell Douglas MD-80. Orange Air dejó de operar para Branson Air Express el 5 de octubre de 2015 - la ruta de Cincinnati-Branson fue abandonada y Branson-Nueva Orleans-Cancún transferida a Elite Airways y operó hasta el 29 de noviembre antes de terminar para la temporada.
El servicio de 2016 consistió sólo de Branson a Nueva Orleans y Austin, operado por CFM/Buzz Airways y Elite Airways a Denver y Houston. El servicio Elite Airways está siendo ofrecido en todo el mundo por Global Distribution System bajo el código de Great Lakes Airlines.

## Flota
| Avión              | Total | Órdenes | Pasajeros | Notas                    |
| ------------------ | ----- | ------- | --------- | ------------------------ |
| BAe Jetstream 41   | 4     |         | 30        | Operado por Buzz Airways |
| Bombardier CRJ-200 | 2     |         | 50        | Chárter de Elite Airways |